# Go on home British soldiers
《Go on home British soldiers》是一首以北愛爾蘭問題為題材的愛爾蘭政治歌曲。

## 創作及演唱
《Go on home British soldiers》最初由愛爾蘭樂隊狼音演唱和錄製，當時正值愛爾蘭對英國的武裝抗爭如火如荼之時。此曲因應1972年流血星期日（英軍向愛爾蘭反英示威民眾開槍事件）而創作，歌詞內要求英軍撤離愛爾蘭，是最流行的愛爾蘭叛軍歌曲之一。此後，多个愛爾蘭樂隊都曾演唱此曲。